# Jegor Kankrin

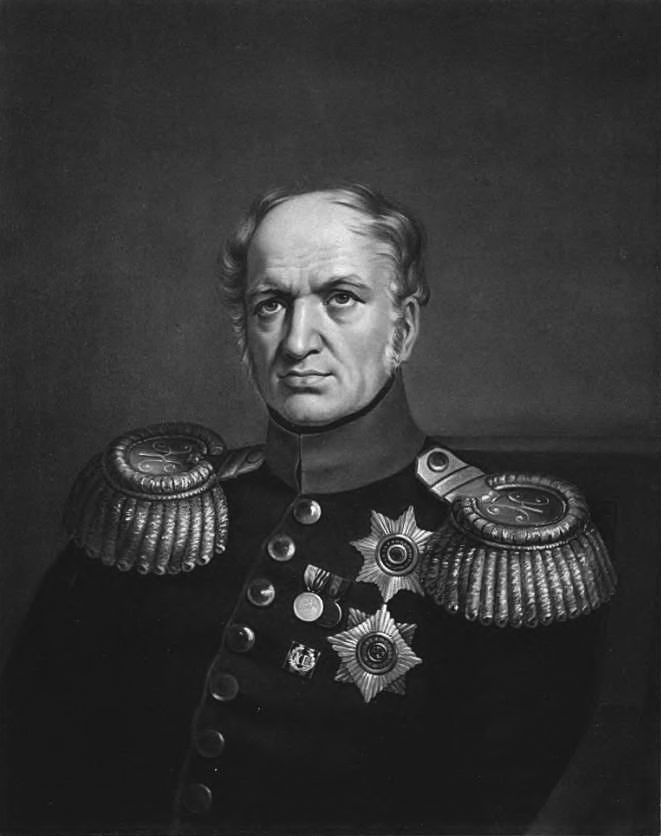
Jegor Kankrin.

Jegor Frantsevitj Kankrin (ryska: Егор Францевич Канкрин, tysk namnform: Georg Ludwig von Cancrin), född 27 november (gamla stilen: 16 november) 1774 i Hanau, Hessen-Kassel, död 21 september (gamla stilen: 9 september) 1845 i Pavlovsk vid Sankt Petersburg, var en rysk politiker. Han var son till mineralogen Franz Ludwig von Cancrin.
Kankrin flyttade 1796 till Ryssland, där han 1812 utnämndes till generalintendent vid en armékår och 1813 blev generalintendent för ryska armén. Kankrin var 1823-1844 finansminister och försökte under den tiden upparbeta en rysk statsindustri genom statsmonopol och höga tullar. Han var utpräglad merkantilist och har kallats "Rysslands Colbert". I bland annat skriften Weltreichthum, Nationalreichthum und Staatswirtschaft (1821) utvecklade Kankrin utvecklat sina ekonomiska teorier.